# Axel Kromnow
Axel Johan Kromnow, född 14 oktober 1872 i Falsterbo församling, död 25 mars 1949 i Stockholm, var en svensk mariningenjör.
Axel Kromnow var son till lotsen och sjökaptenen Anders Johan Kromnow. Efter studier vid Malmö tekniska yrkesskola 1888–1891 praktiserade han vid olika verkstäder och till sjöss. År 1895 studerade Kromnow vid tekniska privatskolan i Göteborg och avlade därefter maskinistexamen vid Malmö navigationsskola. År 1896 anställdes han vid Rederi AB Nordstjernan och avlade 1898 övermaskinistexamen vid Malmö navigationsskola. Åren 1905–1908 hade han inspektionsrätt över rederiets samtliga fartyg och blev 1908 maskininspektör och 1918 överinspektör där. 1944 var Kromnow teknisk direktör vid Rederi AB Nordstjernan. Han var även VD och ledamot av styrelsen för Avesta Jernverks AB 1920–1944, ledamot av styrelsen för Rederi AB Nordstjernan 1920–1947, och ledamot av styrelserna för bland annat AB Pershyttan och AB Strå kalkbruk.
Kromnow hade en viktig roll i att ersätta ångdrift med motordrift på Rederi AB Nordstjernan före några andra av de stora rederierna. På grundval av Kromnows utredningar beställde rederiet 1912 två fartyg med motordrift, och då de första av de andra rederierna Rederi Transatlantic 1918 införskaffade sitt första motorfartyg var Nordstjernan då inne på sitt åttonde. Åren 1920–1922 sålde man av alla sina äldre ångfartyg.
Axel Kromnow är gravsatt på Falsterbo nya kyrkogård.